# Ather Energy
 (mars 2022).
Ather Energy Pvt. Ltd. est une entreprise indienne de véhicules électriques fondée par Tarun Mehta et Swapnil Jain en 2013, qui fabrique deux modèles de scooters électriques - l'Ather 450X et l'Ather 450 Plus. Une infrastructure de recharge de véhicules électriques nommé Ather Grid a été également mis en place à travers le pays.

## Histoire
Ather Energy a été fondée en 2013 par Tarun Mehta et Swapnil Jain. Début 2014, il a reçu 4,5 millions de ₹ du Conseil de Développement Technologique du Département des Sciences et de la Technologie, d'IIT Madras et de Srini V Srinivasan, ancien élève de l'IIT et fondateur d'Aerospike. En décembre 2014, les fondateurs de Flipkart, Sachin Bansal et Binny Bansal ont investi 1 million de dollars comme capital d'amorçage. En mai 2015, il a reçu 12 millions de dollars du Tiger Global pour des investissements dans le développement, les tests, la production et le lancement du véhicule.
Le 23 février 2016, la société a dévoilé son premier scooter, le S340 lors d'une conférence technologique Surge à Bangalore. Hero MotoCorp a investi 27 millions de dollars dans le cycle de financement de série B en octobre 2016. Il a de nouveau investi en 2018,.
En mai 2019, Ather Energy a levé un investissement de 51 millions de dollars lors de sa dernière ronde de financement, menée par l'investissement de 32 millions de dollars de Sachin Bansal. Hero MotoCorp a converti sa dette convertible de 19 millions de dollars dans le cadre de ce cycle. En plus de cela, InnoVen Capital a prolongé une dette de capital-risque de 8 millions de dollars.
En décembre 2019, Ather Energy a signé un mémorandum d'entente avec le gouvernement du Tamil Nadu pour mettre en place un réseau de 400,000 m² pi (37 000 m) d'usine de fabrication de véhicules électriques à Hosur. Le montant investi sera d'environ ₹ 635 crore,.
La société a ajouté deux nouveaux produits à sa gamme, l'Ather 450X et l'Ather 450 Plus en janvier 2020.

## Fabrication et vente
Ather Energy a commencé ses activités dans son usine de production à Hosur, à Tamil Nadu, le 2 janvier 2021, qui possède une capacité de production annuelle de 110 000 scooters et 120 000 batteries. La société est actuellement présente dans 27 villes de 15 États.

## Ather 450X
Ather 450X dispose d'une carte SIM 4G et du Wifi ainsi que de la connectivité Bluetooth et du nouveau tableau de bord à écran tactile de 7 pouces, d'une profondeur de couleur de 16M et d'un processeur Snapdragon Quad Core. Ather 450X utilise Android Open Source pour offrir une navigation cartographique, des diagnostics intégrés et des fonctionnalités telles que les mises à jour en direct, l'arrêt automatique de l'indicateur et les lumières Guide-me-home.
L'application mobile Ather offre des statistiques de conduite personnalisées, l'état de charge, la navigation push et d'autres fonctionnalités telles que la détection de vol et de remorquage, la localisation en direct et le suivi de l'état du véhicule, l'assistant vocal et les lumières de bienvenue. l'Ather 450X prend en charge les accessoires connectés tels que les casques intelligents et les systèmes de surveillance de la pression des pneus (TPMS).

## Ather 450X Série 1
Ather Energy a commencé les livraisons de son Ather 450X Série 1 à partir de novembre 2020.

## Ather 450
L'Ather 450 est construit à l'aide d'un cadre entièrement en aluminium, il a une puissance de 5,4 kW (7,2 BHP) et une batterie lithium-ion LiFePO4 de 2,4 kWh. Le scooter peut accélérer à 40 km/h en 3,9 secondes, atteindre une vitesse de pointe de 80 km/h, et peut parcourir 75 km d'autonomie.

## Mises à jour
Ather Energy fourni également des mises à jour, ajoutant de nouvelles fonctionnalités.

## Ather Grid
Ather a mis en place son propre réseau de recharge, baptisé Ather Grid, ils sont installés dans les centres commerciaux, les cafés, les restaurants, les parcs technologiques, les multiplexes et les gymnases pour tous les véhicules électriques.